# Richard Sanders Rogers
Richard Sanders Rogers ( diciembre de 1861, Adelaida - 28 de marzo de 1942) fue un médico y botánico australiano.
Hizo la escuela media en la "Pulteney Street State School", un colegio religioso (hoy "Pulteney Grammar School", South Terrace).
En 1878, a los 17, obtiene una de las dos becas del Ministerio de Educación para la Universidad de Adelaida. Debió aceleradamente instruirse en griego y en latín, además de lo clásico en Matemática, Inglés e Historia.
Se desarrolló como médico con énfasis en medicina forense y en las enfermedades mentales. Y desarrolló un temprano interés en las orquídeas, llegando a describir y clasificar 85 nuevas especies, y publicando un texto adhoc en 1911. Hizo recolecciones mayormente en Australia del Sur, pero también alcanzó a las regiones de Victoria y de Australia Occidental. Con frecuencia lo asistía su mujer, Jean Scott.
- La abreviatura «R.S.Rogers» se emplea para indicar a Richard Sanders Rogers como autoridad en la descripción y clasificación científica de los vegetales.[1]

## Honores

### Eponimia
Especies
- Prasophyllum rogersii Rupp 1928
- Pterostylis rogersii E.Coleman